# رينج روفر سبورت
رينج روفر سبورت (بالإنجليزية: Range Rover Sport)‏ هي سيارة رياضية متعددة الأغراض يتم إنتاجها من قبل شركة لاند روفر. بدأ الجيل الأول بالظهور في سنة 2004 بالاسم الرمزي L320 ليحل محله الجيل الثاني في سنة 2013 باسم L4949 .

## الهيكل
تم إنتاج وتعديل هيكل السيارة من الهيكل المتكامل وصمم بالشكل المستقل الذي ظهرت به السيارة لأول مرة في عام 2004. وهذا ما يعطي رينج روفر سبورت مزايا الصقل والصلابة الهيكلية للشاسيه مع متانة هيكل منفصل تصميم للتطبيقات على الطرق الوعرة. كما يسمح لتصنيع أقل تكلفة من المركبات نظرًا للعدد الكبير من المكونات المشتركة.

## إصدارات رينج روفر سبورت[4]
رينج روڤر سبورت SE
رينج روڤر سبورت HSE
رينج روڤر سبورت HSE ديناميك
رينج روڤر سبورت أوتوبيوغرافي ديناميك
رينج روڤر سبورت SVR
رينج روڤر سبورت الكهربائية الهجينة القابلة للشحن PHEV
رينج روڤر سبورت SILVER EDITION
رينج روڤر سبورت BLACK EDITION
رينج روڤر سبورت HST
رينج روڤر سبورت SVR CARBON EDITION

## المزايا الخاصة بكل إصدار

### رينج روڤر سبورت SE
مزايا التصميم الخارجي
- مصابيح أمامية LED فاخرة مع مصابيح مميزة للقيادة أثناء النهار
- مصابيح ضباب أمامية

العجلات والإطارات
- عجلات من الخلائط ذات 5 قضبان منقسمة بتصميم 5001 ومقاس 19 بوصة باللون الفضي اللامع

التجهيزات الداخلية
- مرآة رؤية خلفية داخلية بوظيفة التعتيم التلقائي
- الإضاءة الداخلية المحيطة

المقاعد والكسوة الداخلية
- مقاعد أمامية مكسوة بجلد محبب يمكن ضبطها في 14 وضعاً

نظام المعلومات والترفيه
- Touch Pro Duo
- نظام صوتي محسّن

الراحة
- الكاميرا الخلفية
- مساعد الركن الأمامي والخلفي
- نظام تحذير عند مغادرة حارة السير
- نظام تثبيت السرعة ونظام تحديد السرعة
- نظام الدخول بدون مفتاح

### رينج روڤر سبورت HSE
مزايا التصميم الخارجي
- مصفوفة مصابيح أمامية LED مع مصابيح مميزة للقيادة أثناء النهار
- مصابيح ضباب أمامية

العجلات والإطارات
- عجلات من الخلائط ذات 5 قضبان منقسمة بتصميم 5084 ومقاس 20 بوصة باللون الفضي اللامع

التجهيزات الداخلية
- دواسات عتبات من الألومنيوم مع شعار Range Rover
- مرآة رؤية خلفية داخلية بوظيفة التعتيم التلقائي
- الإضاءة الداخلية المحيطة

المقاعد والكسوة الداخلية
- مقاعد أمامية مكسوة بجلد وندسور ويمكن ضبطها كهربائياً في 16 وضعاً مع ذاكرة
- مقاعد أمامية مدفأة

نظام المعلومات والترفيه
- Touch Pro Duo
- نظام صوتي محسّن

الراحة
- الكاميرا الخلفية
- مساعد الركن الأمامي والخلفي
- نظام تحذير عند مغادرة حارة السير
- نظام تثبيت السرعة ونظام تحديد السرعة
- نظام الدخول بدون مفتاح

### رينج روڤر سبورت HSE ديناميك
مزايا التصميم الخارجي
- مصفوفة مصابيح أمامية LED مع مصابيح مميزة للقيادة أثناء النهار
- مصابيح ضباب أمامية

العجلات والإطارات
- عجلات من الخلائط ذات 5 قضبان منقسمة بتصميم 5085 ومقاس 21 بوصة باللون الفضي اللامع

التجهيزات الداخلية
- دواسات عتبات معدنية مضيئة تحمل شعار رينج روڤر
- دواسات معدنية لامعة
- مرآة رؤية خلفية داخلية بوظيفة التعتيم التلقائي

المقاعد والكسوة الداخلية
- مقاعد أمامية مكسوة بجلد وندسور ويمكن ضبطها كهربائياً في 16 وضعاً مع ذاكرة
- مقاعد أمامية مدفأة

نظام المعلومات والترفيه
- Touch Pro Duo
- نظام صوتي محسّن

الراحة
- الكاميرا الخلفية
- مساعد الركن الأمامي والخلفي
- نظام تحذير عند مغادرة حارة السير
- نظام تثبيت السرعة ونظام تحديد السرعة
- نظام الدخول بدون مفتاح

### رينج روڤر سبورت أوتوبيوغرافي ديناميك
مزايا التصميم الخارجي
- مصفوفة مصابيح أمامية LED مع مصابيح مميزة للقيادة أثناء النهار
- سقف بلون متباين أسود

العجلات والإطارات
- عجلات من الخلائط ذات 5 قضبان منقسمة بتصميم 5085 ومقاس 21 بوصة باللون الفضي المعتدل واللامع مع طلاء خارجي مصقول مثل الألماس بلون متباين

التجهيزات الداخلية
- دواسات عتبات معدنية مضيئة تحمل شعار رينج روڤر
- دواسات معدنية لامعة
- مرآة رؤية خلفية داخلية بوظيفة التعتيم التلقائي

المقاعد والكسوة الداخلية
- مقاعد أمامية مكسوة بجلد مصبوغ بالأنيلين يمكن ضبطها في 22 وضعاً مع ذاكرة ومزودة بمساند رأس مفصلية
- مقاعد أمامية مدفأة ومبردة

نظام المعلومات والترفيه
- Touch Pro Duo
- Meridian نظام الصوت المحيطي من

الراحة
- نظام مراقبة النقاط العمياء
- مراقب الخروج الآمن
- مراقبة حالة السائق
- نظام المساعدة على الركن بزاوية 360 درجة

### رينج روڤر سبورت SVR
مزايا التصميم الخارجي
- مصابيح أمامية LED من نوع البكسل مع مصابيح مميزة للقيادة أثناء النهار
- سقف بلون متباين أسود

العجلات والإطارات
- عجلات من الخلائط ذات 5 قضبان منقسمة بتصميم 5091 ومقاس 21 بوصة باللون الرمادي المصقول واللامع

التجهيزات الداخلية
- دواسات عتبات معدنية مضيئة تحمل شعار رينج روڤر
- دواسات معدنية لامعة
- مرآة رؤية خلفية داخلية بوظيفة التعتيم التلقائي
- إضاءة داخلية محيطة قابلة للضبط

المقاعد والكسوة الداخلية
- مقاعد SVR عالية الأداء
- مقاعد أمامية وخلفية مدفأة

نظام المعلومات والترفيه
- Touch Pro Duo
- نظام الصوت المحيطي من Meridian™

الراحة
- نظام مراقبة النقاط العمياء
- مراقب الخروج الآمن
- مراقبة حالة السائق
- نظام المساعدة على الركن بزاوية 360 درجة
- نظام تحكم بدرجة الحرارة رباعي المناطق

### رينج روڤر سبورتالكهربائيةالهجينة القابلة للشحن PHEV
رينج روفر سبورت الكهربائية الهجينة القابلة للشحن PHEV، إنها سيارة الدفع الرباعي ذات الأداء الرياضي المتطوّر والكفاءة العالية، وبإمكانك الآن الحصول عليها بقوّة 400 حصان، إضافة إلى مجموعة من الترقيات المجّانية مثل عجلات 21 بوصة مصقولة بالألماس، وسقف أسود متباين، وسقف بانورامي منزلق وغيرها الكثير.
بالإضافة إلى الميزات الرئيسية يشتمل الإصدار الخاص على مجموعة من الترقيات التكميلية.
الترقيات التكميلية
- عزل هوائي للمقصورة مع فيلتر 2.5
- مرايا تطوى كهربائياً مع تعتيم تلقائي لطرف السائق
- تحميل عبر المقاعد الخلفية التي تطوى 60:40
- سقف بانورامي منزلق
- مآخذ طاقة منزلية
- إضاءة داخلية قابلة للضبط
- مفتاح الأنشطة
- سقف أسود متباين
- حاجبات شمسية مزدوجة الشفرة
- تبطين السقف بلون أبنوس المورزاين
- عجلات قياس 21 بوصة طراز 5007، مع صقل ألماسي متباين
- قشور تغليف غراند بلاك
- نظام ترفيهي للمقاعد الخلفية مع شاشة قياس 8 بوصة

### رينج روڤر سبورت SILVER EDITION
بالإضافة إلى الميزات الرئيسية لرينج روڤر سبورت، يشتمل الإصدار الخاص على مجموعة من الترقيات التكميلية:
- ڤنير غراند بلاك
- مبدلات سرعة من كروم الساتين ومقود من الجلد مع حواف أطلس
- إطار شبك المبرّد بلون شادو أطلس
- حروف رينج روڤر بلون شادو أطلس
- فتحات غطاء المحرّك بلون شادو أطلس
- فتحات الرفراف بلون شادو أطلس
- مقابض أبواب فاخرة بتشطيب شادو أطلس 5 أضلاع مزدوجة، لون أسود، - عجلات قياسية 21 بوصة طراز 5007 لامع مع صقل ألماسي متباين

### رينج روڤر سبورت BLACK EDITION
بالإضافة إلى الميزات الرئيسية لرينج روڤر سبورت HSE ديناميك، يشتمل الإصدار الخاص على مجموعة من الترقيات التكميلية:
- باقة التصميم الأسود
- عجلات قياس 21 بوصة طراز 9001، باللون الأسود اللامع
- طلاء خارجي بلون أسود ساتوريني أو رمادي كارباثيان
- زجاج خصوصية
- مقصورة داخلية باللون الأبنوس /الأبنوس
- تبطين السقف بلون الأبنوس
- ڤنير غراند بلاك
- سقف أسود متباين

### رينج روڤر سبورت HST
بالإضافة إلى الميزات الرئيسية لرينج روڤر سبورت HST، يشتمل الإصدار الخاص على مجموعة من الترقيات التكميلية:
- سقف أسود متباين
- مرايا تعمل كهربائياً مع تعتيم تلقائي للسائق
- عجلات قياس 21 بوصة طراز 9001، من 9 أضلاع مزدوجة باللون الأسود اللامع
- مقاعد خلفية تطوى بنسبة 60:40
- مقاعد أمامية مدفّأة ومبرّدة
- تبطين السقف من الشامواه
- حاجبات شمسية مزدوجة الشفرة Connect Pro - نظام
- عرض الشاشة على الزجاج الأمامي
- سقف بانورامي منزلق
- ثلاجة في الكونسول الوسطي الأمامي
- زجاج مخفف من أشعة الشمس
- إضاءة داخلية قابلة للضبط
- سجّاد أرضيات فاخرة
- قشور تغليف سوداء غراند

### رينج روڤر سبورت SVR CARBON EDITION
بالإضافة إلى الميزات الرئيسية لرينج روڤر سبورت SVR من ألياف الكربون، يشتمل الإصدار الخاص على مجموعة من الترقيات التكميلية:
الخارجية من ألياف الكربون: SVR - باقة
- القسم الوسطي من غطاء المحرّك من ألياف الكربون الظاهرة مع نسيج
كربوني باتجاه اليسار
- محيط إضافات مصد الصدمات الأمامي من ألياف الكربون
- محيط الشبك الأساسي من ألياف الكربون
- محيط فتحات الرفراف من ألياف الكربون
- أغطية مرايا من ألياف الكربون
- تشطيبات البوابة الخلفية من ألياف الكربون
- عجلات قياس 22 بوصة طراز 5083، من 5 أضلاع مزدوجة باللون الأسود اللامع
في أسفل المقود SVR - إضافات ألياف كربون على المقود مع علامة
- غطاء محرّك داخلي من ألياف الكربون

## المواصفات والأداء لكل إصدار

### رينج روڤر سبورت SE
الأداء
| السرعة القصوى (كلم/ساعة) | 209 |
| التسارع 0 - 100 كلم/ساعة | 7.3 |

استهلاك الوقود
| داخل المدينة وخارجها - NEDC استهلاك (NEDC2) لتر/100 كم        | 7.6 |
| انبعاثات ثنائي أكسيد الكربون - NEDC استهلاك (NEDC2) (جرام/كم) | 200 |
| داخل المدينة وخارجها - WLTP استهلاك TEL لتر/100 كم            | N/A |
| داخل المدينة وخارجها - WLTP استهلاك TEH لتر/100 كم            | N/A |
| انبعاثات ثنائي أكسيد الكربون WLTP استهلاك TEL (جرام/كم)       | N/A |
| انبعاثات ثنائي أكسيد الكربون WLTP استهلاك TEH (جرام/كم)       | N/A |
| سعة الخزان (ليتر تقريباً)                                      | 86  |

مجموعة نقل الحركة
| السعة (سم مكعب)                       | 2.997             |
| القوّة القصوى eec حصان (كيلو واط)      | 300 / 221/ 4.000  |
| العزم الأقصى eec نيوتين متر (رطل قدم) | 650 / 1.500-2.500 |
| ناقل الحركة                           | أوتوماتيكي        |

الأوزان
| الوزن الخالي من اللدائن (EU) (كغم) - يتضمن محرك 75 (كغم)، والسوائل الكاملة و 90 ٪ من الوقود | 2,278△                            |
| الوزن الخالي من اللدائن (DIN) (كغم) - يتضمن السوائل الكاملة و 90 ٪ من الوقود                | 2,203▲                            |
| وزن السيارة الإجمالي (كلغ)                                                                  | 3,100 (5 مقاعد) / 3,230 (7 مقاعد) |

القطر
| المقصورة غير المكبوحة (كلغ) | 750                               |
| القطر الأقصى (كلغ)          | 3,500                             |
| وزن نقطة الربط الأقصى (كلغ) | 150                               |
| مجمل السيارة والمقطورة معاً  | 6.600 (5 مقاعد) / 6.730 (7 مقاعد) |

الحمل على السقف
| أقصى حمولة على السقف (بما فيها سكك السقف) (كلغ) | 100 |

الأبعاد
| الارتفاع (ملم)                     | 1,803 |
| الطول الكلي (ملم)                  | 4,879 |
| العرض الكلي مع المرايا مطوية (ملم) | 2,073 |
| العرض الكلي بما فيه المرايا (ملم)  | 2,220 |
| العرض الأمامي (ملم)                | 1,692 |
| العرض الخلفي (ملم)                 | 1,686 |
| قاعدة العجلات (ملم)                | 2,923 |

ارتفاع السقف
| الحيّّز الأمامي للرأس (ملم)                       | 1,002 / 992 |
| الحيّّز الخلفي للرأس (ملم)                        |             |
| الحيّّز الأمامي للرأس (مع السقف البانورامي) (ملم) | 984 / 991   |
| الحيّّز الخلفي للرأس (مع السقف البانورامي) (ملم)  |             |

مساحة الأرجل
| الحد الأقصى للأرجل في الأمام (مم) | 1,004 / 940 |
| الحد الأقصى للأرجل في الخلف (مم)  |             |

سعة مساحة التحميل
| الارتفاع (ملم)                               |        |
| العرض (ملم)                                  | 1,285  |
| حيّز التخزين بين الأقواس (ملم)                |        |
| الطول خلف الصف الاول (مم)                    | 1,852  |
| حجم حيّز التخزين خلف الصف الاول - جاف (ليتر)  | 1,463✧ |
| حجم حيّز التخزين خلف الصف الاول - رطب (ليتر)  | 1,686✦ |
| الطول خلف الصف الثاني (مم)                   | 1,035  |
| حجم حيّز التخزين خلف الصف الثاني - جاف (ليتر) | 623**  |
| حجم حيّز التخزين خلف الصف الثاني - رطب (ليتر) | 780**  |
| الطول خلف الصف الثالث (مم)                   | 390    |
| حجم حيّز التخزين خلف الصف الثالث - جاف (ليتر) | 162✧   |
| حجم حيّز التخزين خلف الصف الثالث - رطب (ليتر) | 221✦   |

ارتفاع التخليص - القياسي
| ارتفاع التخليص مع كامل الحمولة (ملم) |       |
| زاوية الوصول                         | 26°   |
| زاوية الانطلاق                       | 26.2° |
| زاوية التخطي                         | 21.2° |

ارتفاع التخليص - الطرق الوعرة
| الارتفاع الأساسي للسيارة - المحور الخلفي (ملم) | 278   |
| زاوية الوصول                                   | 33°   |
| زاوية الانطلاق                                 | 30°   |
| زاوية التخطي                                   | 25.7° |

دائرة الانعطاف
| من الحافة للحافة (م)             | 12.39 |
| من الجدار للجدار (م)             | 12.5  |
| اللف من القفل للقفل (عدد اللفات) | 2.7   |

عمق الخوض
| عمق الخوض الأقصى (ملم) | 850 |

### رينج روڤر سبورت HSE
الأداء
| السرعة القصوى (كلم/ساعة) | 209 |
| التسارع 0 - 100 كلم/ساعة | 7.3 |

استهلاك الوقود
| داخل المدينة وخارجها - NEDC استهلاك (NEDC2) لتر/100 كم        | 7.6 |
| انبعاثات ثنائي أكسيد الكربون - NEDC استهلاك (NEDC2) (جرام/كم) | 200 |
| داخل المدينة وخارجها - WLTP استهلاك TEL لتر/100 كم            | N/A |
| داخل المدينة وخارجها - WLTP استهلاك TEH لتر/100 كم            | N/A |
| انبعاثات ثنائي أكسيد الكربون WLTP استهلاك TEL (جرام/كم)       | N/A |
| انبعاثات ثنائي أكسيد الكربون WLTP استهلاك TEH (جرام/كم)       | N/A |
| سعة الخزان (ليتر تقريباً)                                      | 86  |

مجموعة نقل الحركة
| السعة (سم مكعب)                       | 2.997             |
| القوّة القصوى eec حصان (كيلو واط)      | 300 / 221/ 4.000  |
| العزم الأقصى eec نيوتين متر (رطل قدم) | 650 / 1.500-2.500 |
| ناقل الحركة                           | أوتوماتيكي        |

الأوزان
| الوزن الخالي من اللدائن (EU) (كغم) - يتضمن محرك 75 (كغم)، والسوائل الكاملة و 90 ٪ من الوقود | 2,278△                            |
| الوزن الخالي من اللدائن (DIN) (كغم) - يتضمن السوائل الكاملة و 90 ٪ من الوقود                | 2,203▲                            |
| وزن السيارة الإجمالي (كلغ)                                                                  | 3,100 (5 مقاعد) / 3,230 (7 مقاعد) |

القطر
| المقصورة غير المكبوحة (كلغ) | 750                               |
| القطر الأقصى (كلغ)          | 3,500                             |
| وزن نقطة الربط الأقصى (كلغ) | 150                               |
| مجمل السيارة والمقطورة معاً  | 6.600 (5 مقاعد) / 6.730 (7 مقاعد) |

الحمل على السقف
| أقصى حمولة على السقف (بما فيها سكك السقف) (كلغ) | 100 |

الأبعاد
| الارتفاع (ملم)                     | 1,803 |
| الطول الكلي (ملم)                  | 4,879 |
| العرض الكلي مع المرايا مطوية (ملم) | 2,073 |
| العرض الكلي بما فيه المرايا (ملم)  | 2,220 |
| العرض الأمامي (ملم)                | 1,692 |
| العرض الخلفي (ملم)                 | 1,686 |
| قاعدة العجلات (ملم)                | 2,923 |

ارتفاع السقف
| الحيّّز الأمامي للرأس (ملم)                       | 1,002 / 992 |
| الحيّّز الخلفي للرأس (ملم)                        |             |
| الحيّّز الأمامي للرأس (مع السقف البانورامي) (ملم) | 984 / 991   |
| الحيّّز الخلفي للرأس (مع السقف البانورامي) (ملم)  |             |

مساحة الأرجل
| الحد الأقصى للأرجل في الأمام (مم) | 1,004 / 940 |
| الحد الأقصى للأرجل في الخلف (مم)  |             |

سعة مساحة التحميل
| الارتفاع (ملم)                               |        |
| العرض (ملم)                                  | 1,285  |
| حيّز التخزين بين الأقواس (ملم)                |        |
| الطول خلف الصف الاول (مم)                    | 1,852  |
| حجم حيّز التخزين خلف الصف الاول - جاف (ليتر)  | 1,463✧ |
| حجم حيّز التخزين خلف الصف الاول - رطب (ليتر)  | 1,686✦ |
| الطول خلف الصف الثاني (مم)                   | 1,035  |
| حجم حيّز التخزين خلف الصف الثاني - جاف (ليتر) | 623**  |
| حجم حيّز التخزين خلف الصف الثاني - رطب (ليتر) | 780**  |
| الطول خلف الصف الثالث (مم)                   | 390    |
| حجم حيّز التخزين خلف الصف الثالث - جاف (ليتر) | 162✧   |
| حجم حيّز التخزين خلف الصف الثالث - رطب (ليتر) | 221✦   |

ارتفاع التخليص - القياسي
| ارتفاع التخليص مع كامل الحمولة (ملم) |       |
| زاوية الوصول                         | 26°   |
| زاوية الانطلاق                       | 26.2° |
| زاوية التخطي                         | 21.2° |

ارتفاع التخليص - الطرق الوعرة
| الارتفاع الأساسي للسيارة - المحور الخلفي (ملم) | 278   |
| زاوية الوصول                                   | 33°   |
| زاوية الانطلاق                                 | 30°   |
| زاوية التخطي                                   | 25.7° |

دائرة الانعطاف
| من الحافة للحافة (م)             | 12.39 |
| من الجدار للجدار (م)             | 12.5  |
| اللف من القفل للقفل (عدد اللفات) | 2.7   |

عمق الخوض
| عمق الخوض الأقصى (ملم) | 850 |

### رينج روڤر سبورت HSE ديناميك
الأداء
| السرعة القصوى (كلم/ساعة) | 209 |
| التسارع 0 - 100 كلم/ساعة | 7.3 |

استهلاك الوقود
| داخل المدينة وخارجها - NEDC استهلاك (NEDC2) لتر/100 كم        | 7.6 |
| انبعاثات ثنائي أكسيد الكربون - NEDC استهلاك (NEDC2) (جرام/كم) | 200 |
| داخل المدينة وخارجها - WLTP استهلاك TEL لتر/100 كم            | N/A |
| داخل المدينة وخارجها - WLTP استهلاك TEH لتر/100 كم            | N/A |
| انبعاثات ثنائي أكسيد الكربون WLTP استهلاك TEL (جرام/كم)       | N/A |
| انبعاثات ثنائي أكسيد الكربون WLTP استهلاك TEH (جرام/كم)       | N/A |
| سعة الخزان (ليتر تقريباً)                                      | 86  |

مجموعة نقل الحركة
| السعة (سم مكعب)                       | 2.997             |
| القوّة القصوى eec حصان (كيلو واط)      | 300 / 221/ 4.000  |
| العزم الأقصى eec نيوتين متر (رطل قدم) | 650 / 1.500-2.500 |
| ناقل الحركة                           | أوتوماتيكي        |

الأوزان
| الوزن الخالي من اللدائن (EU) (كغم) - يتضمن محرك 75 (كغم)، والسوائل الكاملة و 90 ٪ من الوقود | 2,278△                            |
| الوزن الخالي من اللدائن (DIN) (كغم) - يتضمن السوائل الكاملة و 90 ٪ من الوقود                | 2,203▲                            |
| وزن السيارة الإجمالي (كلغ)                                                                  | 3,100 (5 مقاعد) / 3,230 (7 مقاعد) |

القطر
| المقصورة غير المكبوحة (كلغ) | 750                               |
| القطر الأقصى (كلغ)          | 3,500                             |
| وزن نقطة الربط الأقصى (كلغ) | 150                               |
| مجمل السيارة والمقطورة معاً  | 6.600 (5 مقاعد) / 6.730 (7 مقاعد) |

الحمل على السقف
| أقصى حمولة على السقف (بما فيها سكك السقف) (كلغ) | 100 |

الأبعاد
| الارتفاع (ملم)                     | 1,803 |
| الطول الكلي (ملم)                  | 4,879 |
| العرض الكلي مع المرايا مطوية (ملم) | 2,073 |
| العرض الكلي بما فيه المرايا (ملم)  | 2,220 |
| العرض الأمامي (ملم)                | 1,692 |
| العرض الخلفي (ملم)                 | 1,686 |
| قاعدة العجلات (ملم)                | 2,923 |

ارتفاع السقف
| الحيّّز الأمامي للرأس (ملم)                       | 1,002 / 992 |
| الحيّّز الخلفي للرأس (ملم)                        |             |
| الحيّّز الأمامي للرأس (مع السقف البانورامي) (ملم) | 984 / 991   |
| الحيّّز الخلفي للرأس (مع السقف البانورامي) (ملم)  |             |

مساحة الأرجل
| الحد الأقصى للأرجل في الأمام (مم) | 1,004 / 940 |
| الحد الأقصى للأرجل في الخلف (مم)  |             |

سعة مساحة التحميل
| الارتفاع (ملم)                               |        |
| العرض (ملم)                                  | 1,285  |
| حيّز التخزين بين الأقواس (ملم)                |        |
| الطول خلف الصف الاول (مم)                    | 1,852  |
| حجم حيّز التخزين خلف الصف الاول - جاف (ليتر)  | 1,463✧ |
| حجم حيّز التخزين خلف الصف الاول - رطب (ليتر)  | 1,686✦ |
| الطول خلف الصف الثاني (مم)                   | 1,035  |
| حجم حيّز التخزين خلف الصف الثاني - جاف (ليتر) | 623**  |
| حجم حيّز التخزين خلف الصف الثاني - رطب (ليتر) | 780**  |
| الطول خلف الصف الثالث (مم)                   | 390    |
| حجم حيّز التخزين خلف الصف الثالث - جاف (ليتر) | 162✧   |
| حجم حيّز التخزين خلف الصف الثالث - رطب (ليتر) | 221✦   |

ارتفاع التخليص - القياسي
| ارتفاع التخليص مع كامل الحمولة (ملم) |       |
| زاوية الوصول                         | 26°   |
| زاوية الانطلاق                       | 26.2° |
| زاوية التخطي                         | 21.2° |

ارتفاع التخليص - الطرق الوعرة
| الارتفاع الأساسي للسيارة - المحور الخلفي (ملم) | 278   |
| زاوية الوصول                                   | 33°   |
| زاوية الانطلاق                                 | 30°   |
| زاوية التخطي                                   | 25.7° |

دائرة الانعطاف
| من الحافة للحافة (م)             | 12.39 |
| من الجدار للجدار (م)             | 12.5  |
| اللف من القفل للقفل (عدد اللفات) | 2.7   |

عمق الخوض
| عمق الخوض الأقصى (ملم) | 850 |

### رينج روڤر سبورت أوتوبيوغرافي ديناميك
الأداء
| السرعة القصوى (كلم/ساعة) | 209 |
| التسارع 0 - 100 كلم/ساعة | 7.3 |

استهلاك الوقود
| داخل المدينة وخارجها - NEDC استهلاك (NEDC2) لتر/100 كم        | 7.6 |
| انبعاثات ثنائي أكسيد الكربون - NEDC استهلاك (NEDC2) (جرام/كم) | 200 |
| داخل المدينة وخارجها - WLTP استهلاك TEL لتر/100 كم            | N/A |
| داخل المدينة وخارجها - WLTP استهلاك TEH لتر/100 كم            | N/A |
| انبعاثات ثنائي أكسيد الكربون WLTP استهلاك TEL (جرام/كم)       | N/A |
| انبعاثات ثنائي أكسيد الكربون WLTP استهلاك TEH (جرام/كم)       | N/A |
| سعة الخزان (ليتر تقريباً)                                      | 86  |

مجموعة نقل الحركة
| السعة (سم مكعب)                       | 2.997             |
| القوّة القصوى eec حصان (كيلو واط)      | 300 / 221/ 4.000  |
| العزم الأقصى eec نيوتين متر (رطل قدم) | 650 / 1.500-2.500 |
| ناقل الحركة                           | أوتوماتيكي        |

الأوزان
| الوزن الخالي من اللدائن (EU) (كغم) - يتضمن محرك 75 (كغم)، والسوائل الكاملة و 90 ٪ من الوقود | 2,278△                            |
| الوزن الخالي من اللدائن (DIN) (كغم) - يتضمن السوائل الكاملة و 90 ٪ من الوقود                | 2,203▲                            |
| وزن السيارة الإجمالي (كلغ)                                                                  | 3,100 (5 مقاعد) / 3,230 (7 مقاعد) |

القطر
| المقصورة غير المكبوحة (كلغ) | 750                               |
| القطر الأقصى (كلغ)          | 3,500                             |
| وزن نقطة الربط الأقصى (كلغ) | 150                               |
| مجمل السيارة والمقطورة معاً  | 6.600 (5 مقاعد) / 6.730 (7 مقاعد) |

الحمل على السقف
| أقصى حمولة على السقف (بما فيها سكك السقف) (كلغ) | 100 |

الأبعاد
| الارتفاع (ملم)                     | 1,803 |
| الطول الكلي (ملم)                  | 4,879 |
| العرض الكلي مع المرايا مطوية (ملم) | 2,073 |
| العرض الكلي بما فيه المرايا (ملم)  | 2,220 |
| العرض الأمامي (ملم)                | 1,692 |
| العرض الخلفي (ملم)                 | 1,686 |
| قاعدة العجلات (ملم)                | 2,923 |

ارتفاع السقف
| الحيّّز الأمامي للرأس (ملم)                       | 1,002 / 992 |
| الحيّّز الخلفي للرأس (ملم)                        |             |
| الحيّّز الأمامي للرأس (مع السقف البانورامي) (ملم) | 984 / 991   |
| الحيّّز الخلفي للرأس (مع السقف البانورامي) (ملم)  |             |

مساحة الأرجل
| الحد الأقصى للأرجل في الأمام (مم) | 1,004 / 940 |
| الحد الأقصى للأرجل في الخلف (مم)  |             |

سعة مساحة التحميل
| الارتفاع (ملم)                               |        |
| العرض (ملم)                                  | 1,285  |
| حيّز التخزين بين الأقواس (ملم)                |        |
| الطول خلف الصف الاول (مم)                    | 1,852  |
| حجم حيّز التخزين خلف الصف الاول - جاف (ليتر)  | 1,463✧ |
| حجم حيّز التخزين خلف الصف الاول - رطب (ليتر)  | 1,686✦ |
| الطول خلف الصف الثاني (مم)                   | 1,035  |
| حجم حيّز التخزين خلف الصف الثاني - جاف (ليتر) | 623**  |
| حجم حيّز التخزين خلف الصف الثاني - رطب (ليتر) | 780**  |
| الطول خلف الصف الثالث (مم)                   | 390    |
| حجم حيّز التخزين خلف الصف الثالث - جاف (ليتر) | 162✧   |
| حجم حيّز التخزين خلف الصف الثالث - رطب (ليتر) | 221✦   |

ارتفاع التخليص - القياسي
| ارتفاع التخليص مع كامل الحمولة (ملم) |       |
| زاوية الوصول                         | 26°   |
| زاوية الانطلاق                       | 26.2° |
| زاوية التخطي                         | 21.2° |

ارتفاع التخليص - الطرق الوعرة
| الارتفاع الأساسي للسيارة - المحور الخلفي (ملم) | 278   |
| زاوية الوصول                                   | 33°   |
| زاوية الانطلاق                                 | 30°   |
| زاوية التخطي                                   | 25.7° |

دائرة الانعطاف
| من الحافة للحافة (م)             | 12.39 |
| من الجدار للجدار (م)             | 12.5  |
| اللف من القفل للقفل (عدد اللفات) | 2.7   |

عمق الخوض
| عمق الخوض الأقصى (ملم) | 850 |

### رينج روڤر سبورت SVR
الأداء
| السرعة القصوى (كلم/ساعة) | 283 |
| التسارع 0 - 100 كلم/ساعة | 4.5 |

استهلاك الوقود
| داخل المدينة وخارجها - NEDC استهلاك (NEDC2) لتر/100 كم        | 12.7 |
| انبعاثات ثنائي أكسيد الكربون - NEDC استهلاك (NEDC2) (جرام/كم) | 290  |
| داخل المدينة وخارجها - WLTP استهلاك TEL لتر/100 كم            | N/A  |
| داخل المدينة وخارجها - WLTP استهلاك TEH لتر/100 كم            | N/A  |
| انبعاثات ثنائي أكسيد الكربون WLTP استهلاك TEL (جرام/كم)       | N/A  |
| انبعاثات ثنائي أكسيد الكربون WLTP استهلاك TEH (جرام/كم)       | N/A  |
| سعة الخزان (ليتر تقريباً)                                      | 104  |

مجموعة نقل الحركة
| السعة (سم مكعب)                       | 4,999                   |
| القوّة القصوى eec حصان (كيلو واط)      | 575 / 423 / 6,000-6,500 |
| العزم الأقصى eec نيوتين متر (رطل قدم) | 700 / 3,500-5,000       |
| ناقل الحركة                           | أوتوماتيكي              |

الأوزان
| الوزن الخالي من اللدائن (EU) (كغم) - يتضمن محرك 75 (كغم)، والسوائل الكاملة و 90 ٪ من الوقود | 2,377△ |
| الوزن الخالي من اللدائن (DIN) (كغم) - يتضمن السوائل الكاملة و 90 ٪ من الوقود                | 2,302▲ |
| وزن السيارة الإجمالي (كلغ)                                                                  | 3,000  |

القطر
| المقصورة غير المكبوحة (كلغ) | 750   |
| القطر الأقصى (كلغ)          | 3,000 |
| وزن نقطة الربط الأقصى (كلغ) | 120   |
| مجمل السيارة والمقطورة معاً  | 6,000 |

الحمل على السقف
| أقصى حمولة على السقف (بما فيها سكك السقف) (كلغ) | 100 / 75⬧/ 55⬨ |

الأبعاد
| الارتفاع (ملم)                     | 1,803 |
| الطول الكلي (ملم)                  | 4,879 |
| العرض الكلي مع المرايا مطوية (ملم) | 2,073 |
| العرض الكلي بما فيه المرايا (ملم)  | 2,220 |
| العرض الأمامي (ملم)                | 1,692 |
| العرض الخلفي (ملم)                 | 1,686 |
| قاعدة العجلات (ملم)                | 2,923 |

ارتفاع السقف
| الحيّّز الأمامي للرأس (ملم)                       | 1,002 / 992 |
| الحيّّز الخلفي للرأس (ملم)                        |             |
| الحيّّز الأمامي للرأس (مع السقف البانورامي) (ملم) | 984 / 991   |
| الحيّّز الخلفي للرأس (مع السقف البانورامي) (ملم)  |             |

مساحة الأرجل
| الحد الأقصى للأرجل في الأمام (مم) | 1,004 / 940 |
| الحد الأقصى للأرجل في الخلف (مم)  |             |

سعة مساحة التحميل
| الارتفاع (ملم)                               |        |
| العرض (ملم)                                  | 1,285  |
| حيّز التخزين بين الأقواس (ملم)                |        |
| الطول خلف الصف الاول (مم)                    | 1,852  |
| حجم حيّز التخزين خلف الصف الاول - جاف (ليتر)  | 1,463✧ |
| حجم حيّز التخزين خلف الصف الاول - رطب (ليتر)  | 1,686✦ |
| الطول خلف الصف الثاني (مم)                   | 1,035  |
| حجم حيّز التخزين خلف الصف الثاني - جاف (ليتر) | 623**  |
| حجم حيّز التخزين خلف الصف الثاني - رطب (ليتر) | 780**  |
| الطول خلف الصف الثالث (مم)                   | N/A    |
| حجم حيّز التخزين خلف الصف الثالث - جاف (ليتر) | N/A    |
| حجم حيّز التخزين خلف الصف الثالث - رطب (ليتر) | N/A    |

ارتفاع التخليص - القياسي
| ارتفاع التخليص مع كامل الحمولة (ملم) |       |
| زاوية الوصول                         | 20.6° |
| زاوية الانطلاق                       | 23.9° |
| زاوية التخطي                         | 21°   |

ارتفاع التخليص - الطرق الوعرة
| الارتفاع الأساسي للسيارة - المحور الخلفي (ملم) | 274   |
| زاوية الوصول                                   | 29.2° |
| زاوية الانطلاق                                 | 28°   |
| زاوية التخطي                                   | 26.9° |

دائرة الانعطاف
| من الحافة للحافة (م)             | 12.40 |
| من الجدار للجدار (م)             | 13.0  |
| اللف من القفل للقفل (عدد اللفات) | 2.7   |

عمق الخوض
| عمق الخوض الأقصى (ملم) | 850 |

### رينج روڤر سبورت الكهربائية الهجينة القابلة للشحن PHEV
الأداء
| السرعة القصوى (كلم/ساعة) | 220 |
| التسارع 0 - 100 كلم/ساعة | 6.7 |

استهلاك الوقود
| داخل المدينة وخارجها - NEDC استهلاك (NEDC2) لتر/100 كم        | 2.8 |
| انبعاثات ثنائي أكسيد الكربون - NEDC استهلاك (NEDC2) (جرام/كم) | 64  |
| داخل المدينة وخارجها - WLTP استهلاك TEL لتر/100 كم            | N/A |
| داخل المدينة وخارجها - WLTP استهلاك TEH لتر/100 كم            | N/A |
| انبعاثات ثنائي أكسيد الكربون WLTP استهلاك TEL (جرام/كم)       | N/A |
| انبعاثات ثنائي أكسيد الكربون WLTP استهلاك TEH (جرام/كم)       | N/A |
| سعة الخزان (ليتر تقريباً)                                      | 91  |

مجموعة نقل الحركة
| السعة (سم مكعب)                       | 1,997             |
| القوّة القصوى eec حصان (كيلو واط)      | 404 / 297 / 5,500 |
| العزم الأقصى eec نيوتين متر (رطل قدم) | 640 / 1,500-4,000 |
| ناقل الحركة                           | أوتوماتيكي        |

الأوزان
| الوزن الخالي من اللدائن (EU) (كغم) - يتضمن محرك 75 (كغم)، والسوائل الكاملة و 90 ٪ من الوقود | 2,539△ |
| الوزن الخالي من اللدائن (DIN) (كغم) - يتضمن السوائل الكاملة و 90 ٪ من الوقود                | 2,464▲ |
| وزن السيارة الإجمالي (كلغ)                                                                  | 3,200  |

القطر
| المقصورة غير المكبوحة (كلغ) | 750   |
| القطر الأقصى (كلغ)          | 2,500 |
| وزن نقطة الربط الأقصى (كلغ) | 100   |
| مجمل السيارة والمقطورة معاً  | 5,700 |

الحمل على السقف
| أقصى حمولة على السقف (بما فيها سكك السقف) (كلغ) | 100 |

الأبعاد
| الارتفاع (ملم)                     | 1,803 |
| الطول الكلي (ملم)                  | 4,879 |
| العرض الكلي مع المرايا مطوية (ملم) | 2,073 |
| العرض الكلي بما فيه المرايا (ملم)  | 2,220 |
| العرض الأمامي (ملم)                | 1,692 |
| العرض الخلفي (ملم)                 | 1,686 |
| قاعدة العجلات (ملم)                | 2,923 |

ارتفاع السقف
| الحيّّز الأمامي للرأس (ملم)                       | 1,002 / 992 |
| الحيّّز الخلفي للرأس (ملم)                        |             |
| الحيّّز الأمامي للرأس (مع السقف البانورامي) (ملم) | 984 / 991   |
| الحيّّز الخلفي للرأس (مع السقف البانورامي) (ملم)  |             |

مساحة الأرجل
| الحد الأقصى للأرجل في الأمام (مم) | 1,004 / 940 |
| الحد الأقصى للأرجل في الخلف (مم)  |             |

سعة مساحة التحميل
| الارتفاع (ملم)                               |        |
| العرض (ملم)                                  | 1,285  |
| حيّز التخزين بين الأقواس (ملم)                |        |
| الطول خلف الصف الاول (مم)                    | 1,843  |
| حجم حيّز التخزين خلف الصف الاول - جاف (ليتر)  | 1,413✧ |
| حجم حيّز التخزين خلف الصف الاول - رطب (ليتر)  | 1,607✦ |
| الطول خلف الصف الثاني (مم)                   | 1,024  |
| حجم حيّز التخزين خلف الصف الثاني - جاف (ليتر) | 573✧   |
| حجم حيّز التخزين خلف الصف الثاني - رطب (ليتر) | 703✦   |
| الطول خلف الصف الثالث (مم)                   | N/A    |
| حجم حيّز التخزين خلف الصف الثالث - جاف (ليتر) | N/A    |
| حجم حيّز التخزين خلف الصف الثالث - رطب (ليتر) | N/A    |

ارتفاع التخليص - القياسي
| ارتفاع التخليص مع كامل الحمولة (ملم) |       |
| زاوية الوصول                         | 26°   |
| زاوية الانطلاق                       | 26.2° |
| زاوية التخطي                         | 21.2° |

ارتفاع التخليص - الطرق الوعرة
| الارتفاع الأساسي للسيارة - المحور الخلفي (ملم) | 278   |
| زاوية الوصول                                   | 33°   |
| زاوية الانطلاق                                 | 30°   |
| زاوية التخطي                                   | 25.7° |

دائرة الانعطاف
| من الحافة للحافة (م)             | 12.39 |
| من الجدار للجدار (م)             | 12.5  |
| اللف من القفل للقفل (عدد اللفات) | 2.7   |

عمق الخوض
| عمق الخوض الأقصى (ملم) | 850 |

### رينج روڤر سبورت SILVER EDITION
الأداء
| السرعة القصوى (كلم/ساعة) | 209 |
| التسارع 0 - 100 كلم/ساعة | 6.6 |

استهلاك الوقود
| داخل المدينة وخارجها - NEDC استهلاك (NEDC2) لتر/100 كم        | 9.2 |
| انبعاثات ثنائي أكسيد الكربون - NEDC استهلاك (NEDC2) (جرام/كم) | 213 |
| داخل المدينة وخارجها - WLTP استهلاك TEL لتر/100 كم            | N/A |
| داخل المدينة وخارجها - WLTP استهلاك TEH لتر/100 كم            | N/A |
| انبعاثات ثنائي أكسيد الكربون WLTP استهلاك TEL (جرام/كم)       | N/A |
| انبعاثات ثنائي أكسيد الكربون WLTP استهلاك TEH (جرام/كم)       | N/A |
| سعة الخزان (ليتر تقريباً)                                      | 104 |

مجموعة نقل الحركة
| السعة (سم مكعب)                       | 2,996                   |
| القوّة القصوى eec حصان (كيلو واط)      | 360 / 265 / 5,500-6,500 |
| العزم الأقصى eec نيوتين متر (رطل قدم) | 495 / 2,000-5,000       |
| ناقل الحركة                           | أوتوماتيكي              |

الأوزان
| الوزن الخالي من اللدائن (EU) (كغم) - يتضمن محرك 75 (كغم)، والسوائل الكاملة و 90 ٪ من الوقود | 2,285△                              |
| الوزن الخالي من اللدائن (DIN) (كغم) - يتضمن السوائل الكاملة و 90 ٪ من الوقود                | 2,210▲                              |
| وزن السيارة الإجمالي (كلغ)                                                                  | 3,050 (5 مقاعد) / 3,175‡‡ (7 مقاعد) |

القطر
| المقصورة غير المكبوحة (كلغ) | 750                               |
| القطر الأقصى (كلغ)          | 3,500                             |
| وزن نقطة الربط الأقصى (كلغ) | 150                               |
| مجمل السيارة والمقطورة معاً  | 6,550 (5 مقاعد) / 6,675 (7 مقاعد) |

الحمل على السقف
| أقصى حمولة على السقف (بما فيها سكك السقف) (كلغ) | 100 |

الأبعاد
| الارتفاع (ملم)                     | 1,803 |
| الطول الكلي (ملم)                  | 4,879 |
| العرض الكلي مع المرايا مطوية (ملم) | 2,073 |
| العرض الكلي بما فيه المرايا (ملم)  | 2,220 |
| العرض الأمامي (ملم)                | 1,692 |
| العرض الخلفي (ملم)                 | 1,686 |
| قاعدة العجلات (ملم)                | 2,923 |

ارتفاع السقف
| الحيّّز الأمامي للرأس (ملم)                       | 1,002 / 992 |
| الحيّّز الخلفي للرأس (ملم)                        |             |
| الحيّّز الأمامي للرأس (مع السقف البانورامي) (ملم) | 984 / 991   |
| الحيّّز الخلفي للرأس (مع السقف البانورامي) (ملم)  |             |

مساحة الأرجل
| الحد الأقصى للأرجل في الأمام (مم) | 1,004 / 940 |
| الحد الأقصى للأرجل في الخلف (مم)  |             |

سعة مساحة التحميل
| الارتفاع (ملم)                               |        |
| العرض (ملم)                                  | 1,285  |
| حيّز التخزين بين الأقواس (ملم)                |        |
| الطول خلف الصف الاول (مم)                    | 1,852  |
| حجم حيّز التخزين خلف الصف الاول - جاف (ليتر)  | 1,463✧ |
| حجم حيّز التخزين خلف الصف الاول - رطب (ليتر)  | 1,686✦ |
| الطول خلف الصف الثاني (مم)                   | 1,035  |
| حجم حيّز التخزين خلف الصف الثاني - جاف (ليتر) | 623**  |
| حجم حيّز التخزين خلف الصف الثاني - رطب (ليتر) | 780**  |
| الطول خلف الصف الثالث (مم)                   | 390    |
| حجم حيّز التخزين خلف الصف الثالث - جاف (ليتر) | 162✧   |
| حجم حيّز التخزين خلف الصف الثالث - رطب (ليتر) | 221✦   |

ارتفاع التخليص - القياسي
| ارتفاع التخليص مع كامل الحمولة (ملم) |       |
| زاوية الوصول                         | 26°   |
| زاوية الانطلاق                       | 26.2° |
| زاوية التخطي                         | 21.2° |

ارتفاع التخليص - الطرق الوعرة
| الارتفاع الأساسي للسيارة - المحور الخلفي (ملم) | 278   |
| زاوية الوصول                                   | 33°   |
| زاوية الانطلاق                                 | 30°   |
| زاوية التخطي                                   | 25.7° |

دائرة الانعطاف
| من الحافة للحافة (م)             | 12.39 |
| من الجدار للجدار (م)             | 12.5  |
| اللف من القفل للقفل (عدد اللفات) | 2.7   |

عمق الخوض
| عمق الخوض الأقصى (ملم) | 850 |

### رينج روڤر سبورت BLACK EDITION
الأداء
| السرعة القصوى (كلم/ساعة) | 209 |
| التسارع 0 - 100 كلم/ساعة | 6.6 |

استهلاك الوقود
| داخل المدينة وخارجها - NEDC استهلاك (NEDC2) لتر/100 كم        | 9.2 |
| انبعاثات ثنائي أكسيد الكربون - NEDC استهلاك (NEDC2) (جرام/كم) | 213 |
| داخل المدينة وخارجها - WLTP استهلاك TEL لتر/100 كم            | N/A |
| داخل المدينة وخارجها - WLTP استهلاك TEH لتر/100 كم            | N/A |
| انبعاثات ثنائي أكسيد الكربون WLTP استهلاك TEL (جرام/كم)       | N/A |
| انبعاثات ثنائي أكسيد الكربون WLTP استهلاك TEH (جرام/كم)       | N/A |
| سعة الخزان (ليتر تقريباً)                                      | 104 |

مجموعة نقل الحركة
| السعة (سم مكعب)                       | 2,996                   |
| القوّة القصوى eec حصان (كيلو واط)      | 360 / 265 / 5,500-6,500 |
| العزم الأقصى eec نيوتين متر (رطل قدم) | 495 / 2,000-5,000       |
| ناقل الحركة                           | أوتوماتيكي              |

الأوزان
| الوزن الخالي من اللدائن (EU) (كغم) - يتضمن محرك 75 (كغم)، والسوائل الكاملة و 90 ٪ من الوقود | 2,285△                              |
| الوزن الخالي من اللدائن (DIN) (كغم) - يتضمن السوائل الكاملة و 90 ٪ من الوقود                | 2,210▲                              |
| وزن السيارة الإجمالي (كلغ)                                                                  | 3,050 (5 مقاعد) / 3,175‡‡ (7 مقاعد) |

القطر
| المقصورة غير المكبوحة (كلغ) | 750                               |
| القطر الأقصى (كلغ)          | 3,500                             |
| وزن نقطة الربط الأقصى (كلغ) | 150                               |
| مجمل السيارة والمقطورة معاً  | 6,550 (5 مقاعد) / 6,675 (7 مقاعد) |

الحمل على السقف
| أقصى حمولة على السقف (بما فيها سكك السقف) (كلغ) | 100 |

الأبعاد
| الارتفاع (ملم)                     | 1,803 |
| الطول الكلي (ملم)                  | 4,879 |
| العرض الكلي مع المرايا مطوية (ملم) | 2,073 |
| العرض الكلي بما فيه المرايا (ملم)  | 2,220 |
| العرض الأمامي (ملم)                | 1,692 |
| العرض الخلفي (ملم)                 | 1,686 |
| قاعدة العجلات (ملم)                | 2,923 |

ارتفاع السقف
| الحيّّز الأمامي للرأس (ملم)                       | 1,002 / 992 |
| الحيّّز الخلفي للرأس (ملم)                        |             |
| الحيّّز الأمامي للرأس (مع السقف البانورامي) (ملم) | 984 / 991   |
| الحيّّز الخلفي للرأس (مع السقف البانورامي) (ملم)  |             |

مساحة الأرجل
| الحد الأقصى للأرجل في الأمام (مم) | 1,004 / 940 |
| الحد الأقصى للأرجل في الخلف (مم)  |             |

سعة مساحة التحميل
| الارتفاع (ملم)                               |        |
| العرض (ملم)                                  | 1,285  |
| حيّز التخزين بين الأقواس (ملم)                |        |
| الطول خلف الصف الاول (مم)                    | 1,852  |
| حجم حيّز التخزين خلف الصف الاول - جاف (ليتر)  | 1,463✧ |
| حجم حيّز التخزين خلف الصف الاول - رطب (ليتر)  | 1,686✦ |
| الطول خلف الصف الثاني (مم)                   | 1,035  |
| حجم حيّز التخزين خلف الصف الثاني - جاف (ليتر) | 623**  |
| حجم حيّز التخزين خلف الصف الثاني - رطب (ليتر) | 780**  |
| الطول خلف الصف الثالث (مم)                   | 390    |
| حجم حيّز التخزين خلف الصف الثالث - جاف (ليتر) | 162✧   |
| حجم حيّز التخزين خلف الصف الثالث - رطب (ليتر) | 221✦   |

ارتفاع التخليص - القياسي
| ارتفاع التخليص مع كامل الحمولة (ملم) |       |
| زاوية الوصول                         | 26°   |
| زاوية الانطلاق                       | 26.2° |
| زاوية التخطي                         | 21.2° |

ارتفاع التخليص - الطرق الوعرة
| الارتفاع الأساسي للسيارة - المحور الخلفي (ملم) | 278   |
| زاوية الوصول                                   | 33°   |
| زاوية الانطلاق                                 | 30°   |
| زاوية التخطي                                   | 25.7° |

دائرة الانعطاف
| من الحافة للحافة (م)             | 12.39 |
| من الجدار للجدار (م)             | 12.5  |
| اللف من القفل للقفل (عدد اللفات) | 2.7   |

عمق الخوض
| عمق الخوض الأقصى (ملم) | 850 |

### رينج روڤر سبورت HST
الأداء
| السرعة القصوى (كلم/ساعة) | 209 |
| التسارع 0 - 100 كلم/ساعة | 6.9 |

استهلاك الوقود
| داخل المدينة وخارجها - NEDC استهلاك (NEDC2) لتر/100 كم        | 8.0 |
| انبعاثات ثنائي أكسيد الكربون - NEDC استهلاك (NEDC2) (جرام/كم) | 210 |
| داخل المدينة وخارجها - WLTP استهلاك TEL لتر/100 كم            | N/A |
| داخل المدينة وخارجها - WLTP استهلاك TEH لتر/100 كم            | N/A |
| انبعاثات ثنائي أكسيد الكربون WLTP استهلاك TEL (جرام/كم)       | N/A |
| انبعاثات ثنائي أكسيد الكربون WLTP استهلاك TEH (جرام/كم)       | N/A |
| سعة الخزان (ليتر تقريباً)                                      | 86  |

مجموعة نقل الحركة
| السعة (سم مكعب)                       | 2.997             |
| القوّة القصوى eec حصان (كيلو واط)      | 350 / 258/ 4,000  |
| العزم الأقصى eec نيوتين متر (رطل قدم) | 700 / 1,500-3,000 |
| ناقل الحركة                           | أوتوماتيكي        |

الأوزان
| الوزن الخالي من اللدائن (EU) (كغم) - يتضمن محرك 75 (كغم)، والسوائل الكاملة و 90 ٪ من الوقود | 2,278△ |
| الوزن الخالي من اللدائن (DIN) (كغم) - يتضمن السوائل الكاملة و 90 ٪ من الوقود                | 2,203▲ |
| وزن السيارة الإجمالي (كلغ)                                                                  | 3,100  |

القطر
| المقصورة غير المكبوحة (كلغ) | 750   |
| القطر الأقصى (كلغ)          | 3,500 |
| وزن نقطة الربط الأقصى (كلغ) | 150   |
| مجمل السيارة والمقطورة معاً  | 6,600 |

الحمل على السقف
| أقصى حمولة على السقف (بما فيها سكك السقف) (كلغ) | 100 |

الأبعاد
| الارتفاع (ملم)                     | 1,803 |
| الطول الكلي (ملم)                  | 4,879 |
| العرض الكلي مع المرايا مطوية (ملم) | 2,073 |
| العرض الكلي بما فيه المرايا (ملم)  | 2,220 |
| العرض الأمامي (ملم)                | 1,692 |
| العرض الخلفي (ملم)                 | 1,686 |
| قاعدة العجلات (ملم)                | 2,923 |

ارتفاع السقف
| الحيّّز الأمامي للرأس (ملم)                       | 1,002 / 992 |
| الحيّّز الخلفي للرأس (ملم)                        |             |
| الحيّّز الأمامي للرأس (مع السقف البانورامي) (ملم) | 984 / 991   |
| الحيّّز الخلفي للرأس (مع السقف البانورامي) (ملم)  |             |

مساحة الأرجل
| الحد الأقصى للأرجل في الأمام (مم) | 1,004 / 940 |
| الحد الأقصى للأرجل في الخلف (مم)  |             |

سعة مساحة التحميل
| الارتفاع (ملم)                               |        |
| العرض (ملم)                                  | 1,285  |
| حيّز التخزين بين الأقواس (ملم)                |        |
| الطول خلف الصف الاول (مم)                    | 1,852  |
| حجم حيّز التخزين خلف الصف الاول - جاف (ليتر)  | 1,463✧ |
| حجم حيّز التخزين خلف الصف الاول - رطب (ليتر)  | 1,686✦ |
| الطول خلف الصف الثاني (مم)                   | 1,035  |
| حجم حيّز التخزين خلف الصف الثاني - جاف (ليتر) | 623**  |
| حجم حيّز التخزين خلف الصف الثاني - رطب (ليتر) | 780**  |
| الطول خلف الصف الثالث (مم)                   | 390    |
| حجم حيّز التخزين خلف الصف الثالث - جاف (ليتر) | 162✧   |
| حجم حيّز التخزين خلف الصف الثالث - رطب (ليتر) | 221✦   |

ارتفاع التخليص - القياسي
| ارتفاع التخليص مع كامل الحمولة (ملم) |       |
| زاوية الوصول                         | 26°   |
| زاوية الانطلاق                       | 26.2° |
| زاوية التخطي                         | 21.2° |

ارتفاع التخليص - الطرق الوعرة
| الارتفاع الأساسي للسيارة - المحور الخلفي (ملم) | 278   |
| زاوية الوصول                                   | 33°   |
| زاوية الانطلاق                                 | 30°   |
| زاوية التخطي                                   | 25.7° |

دائرة الانعطاف
| من الحافة للحافة (م)             | 12.39 |
| من الجدار للجدار (م)             | 12.5  |
| اللف من القفل للقفل (عدد اللفات) | 2.7   |

عمق الخوض
| عمق الخوض الأقصى (ملم) | 850 |

### رينج روڤر سبورت SVR CARBON EDITION
الأداء
| السرعة القصوى (كلم/ساعة) | 283 |
| التسارع 0 - 100 كلم/ساعة | 4.5 |

استهلاك الوقود
| داخل المدينة وخارجها - NEDC استهلاك (NEDC2) لتر/100 كم        | 12.8 |
| انبعاثات ثنائي أكسيد الكربون - NEDC استهلاك (NEDC2) (جرام/كم) | 284  |
| داخل المدينة وخارجها - WLTP استهلاك TEL لتر/100 كم            | N/A  |
| داخل المدينة وخارجها - WLTP استهلاك TEH لتر/100 كم            | N/A  |
| انبعاثات ثنائي أكسيد الكربون WLTP استهلاك TEL (جرام/كم)       | N/A  |
| انبعاثات ثنائي أكسيد الكربون WLTP استهلاك TEH (جرام/كم)       | N/A  |
| سعة الخزان (ليتر تقريباً)                                      | 104  |

مجموعة نقل الحركة
| السعة (سم مكعب)                       | 4,999                   |
| القوّة القصوى eec حصان (كيلو واط)      | 575 / 423 / 6,000-6,500 |
| العزم الأقصى eec نيوتين متر (رطل قدم) | 700 / 3,500-5,000       |
| ناقل الحركة                           | أوتوماتيكي              |

الأوزان
| الوزن الخالي من اللدائن (EU) (كغم) - يتضمن محرك 75 (كغم)، والسوائل الكاملة و 90 ٪ من الوقود | 2,377△ |
| الوزن الخالي من اللدائن (DIN) (كغم) - يتضمن السوائل الكاملة و 90 ٪ من الوقود                | 2,302▲ |
| وزن السيارة الإجمالي (كلغ)                                                                  | 3,000  |

القطر
| المقصورة غير المكبوحة (كلغ) | 750   |
| القطر الأقصى (كلغ)          | 3,000 |
| وزن نقطة الربط الأقصى (كلغ) | 120   |
| مجمل السيارة والمقطورة معاً  | 6,000 |

الحمل على السقف
| أقصى حمولة على السقف (بما فيها سكك السقف) (كلغ) | 100 / 75⬧/ 55⬨ |

الأبعاد
| الارتفاع (ملم)                     | 1,803 |
| الطول الكلي (ملم)                  | 4,879 |
| العرض الكلي مع المرايا مطوية (ملم) | 2,073 |
| العرض الكلي بما فيه المرايا (ملم)  | 2,220 |
| العرض الأمامي (ملم)                | 1,692 |
| العرض الخلفي (ملم)                 | 1,686 |
| قاعدة العجلات (ملم)                | 2,923 |

ارتفاع السقف
| الحيّّز الأمامي للرأس (ملم)                       | 1,002 / 992 |
| الحيّّز الخلفي للرأس (ملم)                        |             |
| الحيّّز الأمامي للرأس (مع السقف البانورامي) (ملم) | 984 / 991   |
| الحيّّز الخلفي للرأس (مع السقف البانورامي) (ملم)  |             |

مساحة الأرجل
| الحد الأقصى للأرجل في الأمام (مم) | 1,004 / 940 |
| الحد الأقصى للأرجل في الخلف (مم)  |             |

سعة مساحة التحميل
| الارتفاع (ملم)                               |        |
| العرض (ملم)                                  | 1,285  |
| حيّز التخزين بين الأقواس (ملم)                |        |
| الطول خلف الصف الاول (مم)                    | 1,852  |
| حجم حيّز التخزين خلف الصف الاول - جاف (ليتر)  | 1,463✧ |
| حجم حيّز التخزين خلف الصف الاول - رطب (ليتر)  | 1,686✦ |
| الطول خلف الصف الثاني (مم)                   | 1,035  |
| حجم حيّز التخزين خلف الصف الثاني - جاف (ليتر) | 623**  |
| حجم حيّز التخزين خلف الصف الثاني - رطب (ليتر) | 780**  |
| الطول خلف الصف الثالث (مم)                   | N/A    |
| حجم حيّز التخزين خلف الصف الثالث - جاف (ليتر) | N/A    |
| حجم حيّز التخزين خلف الصف الثالث - رطب (ليتر) | N/A    |

ارتفاع التخليص - القياسي
| ارتفاع التخليص مع كامل الحمولة (ملم) |       |
| زاوية الوصول                         | 20.6° |
| زاوية الانطلاق                       | 23.9° |
| زاوية التخطي                         | 21°   |

ارتفاع التخليص - الطرق الوعرة
| الارتفاع الأساسي للسيارة - المحور الخلفي (ملم) | 274   |
| زاوية الوصول                                   | 29.2° |
| زاوية الانطلاق                                 | 28°   |
| زاوية التخطي                                   | 26.9° |

دائرة الانعطاف
| من الحافة للحافة (م)             | 12.40 |
| من الجدار للجدار (م)             | 13.0  |
| اللف من القفل للقفل (عدد اللفات) | 2.7   |

عمق الخوض
| عمق الخوض الأقصى (ملم) | 850 |

## وصلات خارجية
- رينج روڨر سبورت
- موقع لاند روفر الشرق الأوسط وشمال افريقيا